# خان‌کندی (اسماعیل‌لی)
خان‌کندی (به لاتین: Xankəndi) یک منطقه مسکونی در جمهوری آذربایجان است که در شهرستان اسماعیل‌لی واقع شده‌است.